# Култура, здравље и сексуалност (часопис)
Култура, здрављe и сексуалност (у оригиналу енг. Culture, Health & Sexuality) рецензирани је, мултидисциплинарни академски часопис који објављује мултидисциплинарне чланке у којима се  анализирају односи између сексуалности, културе и здравља; здравствена уверења и системи; друштвене структуре и поделе, и њихове импликације на сексуално здравље и индивидуално, колективно и добробит заједнице.

## Иторија
Часопис су основали:
- Сузан Кипакс (Универзитет Новог Јужног Велса, Аустралија),
- Пурнима Мане (УНФПА, Њујорк, САД),
- Ричард Паркер (Мејлман школа јавног здравља, Универзитет Колумбија, Њујорк, САД)
- Барбара де Залдуондо.

Часопис је први пут објављен 1999. године, као званични часопис Међународног удружења за проучавање сексуалности, културе и друштва.  
Главни уредник часописа Култура, здрављe и сексуалност је Петер Аглетон. 

## Основне информације
Радови који се објављују у часопису долазе из области широког спектра дисциплина – укључујући антропологију, студије културе, студије развоја, образовање, право и људска права, студије политике, психологију, јавно здравље, сексуално и репродуктивно здравље и социологију. Такође у часопису су сви међудисциплинарни и интердисциплинарни доприноси добродошли.
Као међународни часопис, Култура, здравље и сексуалност настоји да:
- Обезбедити међународни форум за анализу културе и здравља, здравствених уверења и система, друштвених структура и подела, и импликација које оне имају на сексуално здравље и добробит појединца, колектива и заједнице.
- Обезбедити окружење у којем се могу размотрити импликације истраживања у области културе и здравља и културе и репродуктивног и сексуалног здравља на политику и праксу.
- Понуди окружење за критичку научну дебату о томе како најбоље анализирати културолошке димензије здравствених проблема уопште, а посебно питања репродуктивног и сексуалног здравља.

Сви истраживачки радови који се објављују у овом часопису, укључујући и оне у посебним издањима, посебним одељцима или додацима, прошли су ригорозну рецензију на основу почетног прегледа уредника и анонимних оцењивача (најмање два независна рецензента).

## Области
Кључна питања на која се чланци у часопису фокусирају укључују:
- Културу, сексуалност и здравље, здравствени системи и веровања, друштвене структуре и поделе, и њихове импликације на сексуално здравље и добробит.

- Сексуално и репродуктивно здравље – појединаца, заједница и популација, укључујући СПИ и ХИВ и проблеме сексуалног/репродуктивног здравља, али и позитивне димензије сексуалног здравља, укључујући задовољство, реципроцитет и сексуално испуњење.

- Сексуална и родна неједнакост и здравље, укључујући здравље и добробит сексуалних и родних мањина, сексуално и репродуктивно здравље и права, и нове облике сексуалног изражавања и жеље.

- Политичке и практичне димензије истраживања сексуалности, културе и здравља (сексуална и родна неједнакост и здравље и сексуално и родно насиље).